# Болдвін-Гарбор (Нью-Йорк)
Болдвін-Гарбор (англ. Baldwin Harbor) — переписна місцевість (CDP) в США, в окрузі Нассау штату Нью-Йорк. Населення — 8102 особи (2010).

## Географія
Болдвін-Гарбор розташований за координатами 40°37′48″ пн. ш. 73°36′7″ зх. д. / 40.63000° пн. ш. 73.60194° зх. д. (40.629981, -73.601991).  За даними Бюро перепису населення США в 2010 році переписна місцевість мала площу 4,47 км², з яких 3,12 км² — суходіл та 1,35 км² — водойми.

## Демографія
Згідно з переписом 2010 року, у переписній місцевості мешкали 8102 особи в 2687 домогосподарствах у складі 2185 родин. Густота населення становила 1811 осіб/км².  Було 2782 помешкання (622/км²).
Расовий склад населення:
| - 61,3 % — білих - 26,6 % — чорних або афроамериканців - 4,9 % — азіатів - 0,1 % — корінних американців - 3,8 % — осіб інших рас |

До двох чи більше рас належало 3,4 %. Частка іспаномовних становила 11,8 % від усіх жителів.
За віковим діапазоном населення розподілялося таким чином: 23,4 % — особи молодші 18 років, 62,9 % — особи у віці 18—64 років, 13,7 % — особи у віці 65 років та старші. Медіана віку мешканця становила 42,5 року. На 100 осіб жіночої статі у переписній місцевості припадало 93,1 чоловіків;  на 100 жінок у віці від 18 років та старших — 90,2 чоловіків також старших 18 років.
Середній дохід на одне домашнє господарство  становив 118 751 долар США (медіана — 102 469), а середній дохід на одну сім'ю — 131 792 долари (медіана — 115 625). Медіана доходів становила 66 019 доларів для чоловіків та 57 128 доларів для жінок. За межею бідності перебувало 4,9 % осіб, у тому числі 4,8 % дітей у віці до 18 років та 3,4 % осіб у віці 65 років та старших.
Цивільне працевлаштоване населення становило 3843 особи. Основні галузі зайнятості: освіта, охорона здоров'я та соціальна допомога — 27,9 %, науковці, спеціалісти, менеджери — 13,6 %, роздрібна торгівля — 11,0 %, фінанси, страхування та нерухомість — 9,2 %.